# 米ノ津橋

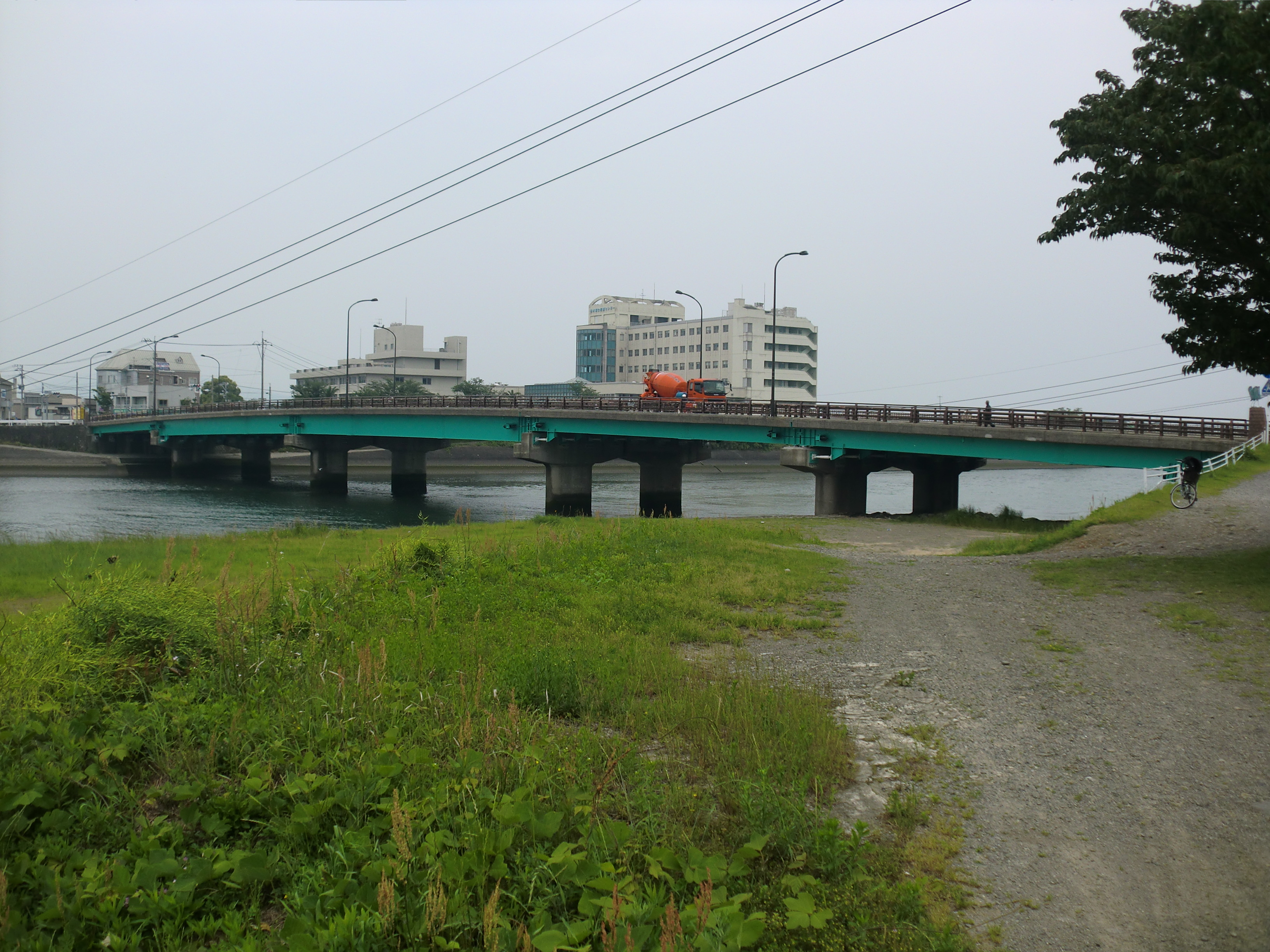
米ノ津橋

米ノ津橋（こめのつばし）とは、国道3号の鹿児島県出水市内に架かる自動車・バイク用道路と歩行者専用通路を設けた橋。

## 概要
- 形式：
- 橋の長さ：
- 最大支間：
- 完成年月：1972年
- 改築年月：
- 色：上の手すり部分：茶色 下の鉄骨部分：緑色
- 道路形式：一般国道3号（無料）
- 管理者：国土交通省 九州地方整備局 鹿児島国道事務所

## 周辺
- 出水総合医療センター
- 中村五郎薬局
- そうごう薬局
  - 出水店
- 出水郡薬剤師会会営薬局
  - 出水店
- 井上医院
- 米ノ津公会堂
- 出水市役所 米ノ津出張所
- A・コープ（旧フレッシュファーム）
  - 米ノ津店
- 出水市立米ノ津中学校
- 出水市立出水商業高等学校